# В борьбе за Украину
«В борьбе за Украину», также «Нерассказанная история Украины» (англ. Revealing Ukraine) — документальный фильм американского режиссёра украинского происхождения Игоря Лопатёнка и американского продюсера Оливера Стоуна. Премьера состоялась 4 июля 2019 года в рамках Кинофестиваля в Таормине на Сицилии.
Премьера в России и мировая телепремьера состоялась 19 июля 2019 года на телеканале «Россия-1». Фильм описывает события украинского Евромайдана, аннексию Крыма и войну в Донбассе с пророссийской точки зрения.

## Описание
Создатели этой ленты — режиссёр Оливер Стоун и документалист украинского происхождения Игорь Лопатёнок, снимая картину, преследовали цель остановить войну на Донбассе. В фильме показывается развитие событий на Украине после Оранжевой революции и Евромайдана и попытка разобраться в причинах затянувшегося политического кризиса в стране.

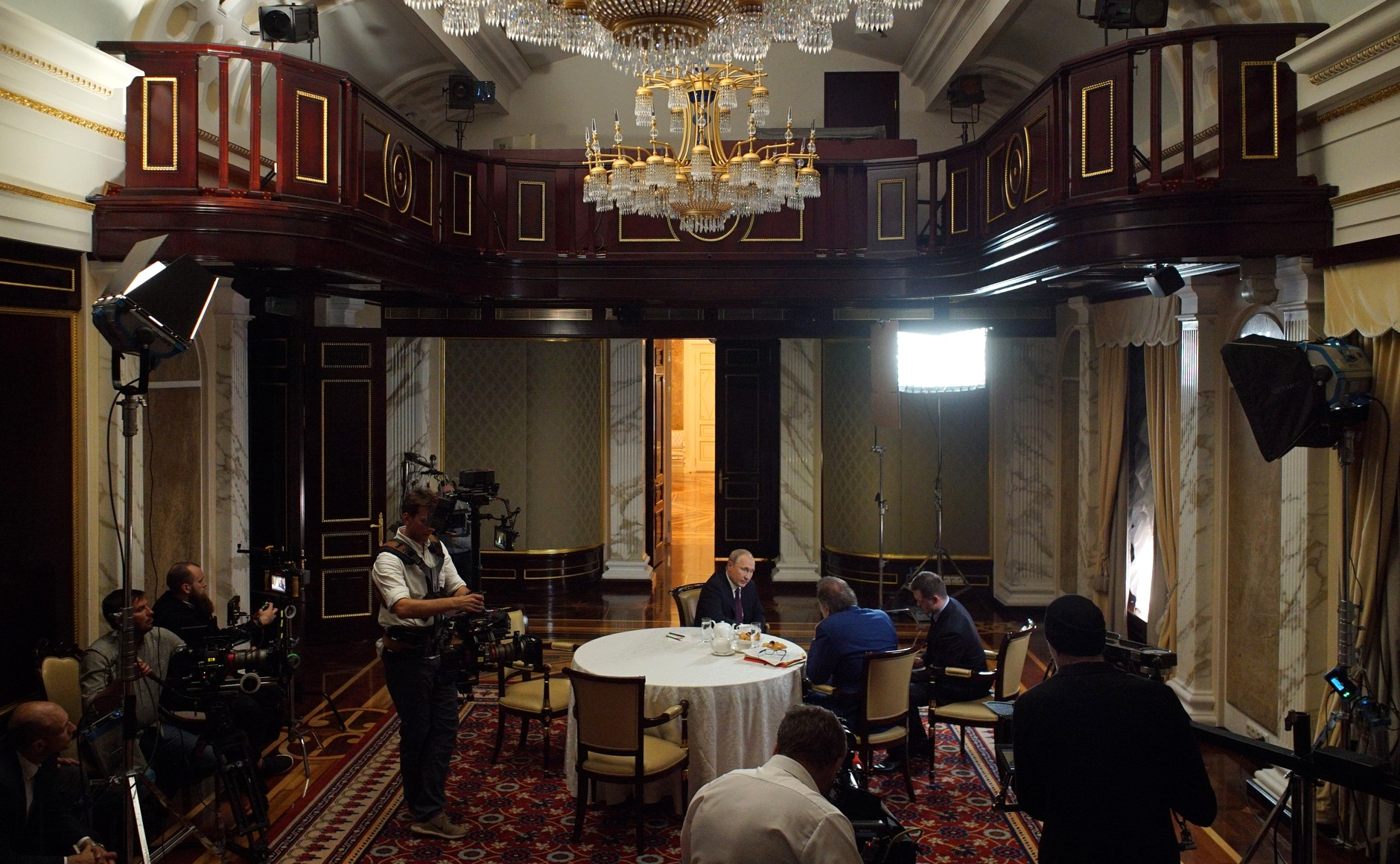
Съёмка интервью Владимира Путина. Москва, Кремль, 19 июня 2019

В картине представлены интервью президента России Владимира Путина и главы политического совета украинской пророссийской партии «Оппозиционная платформа — За жизнь» Виктора Медведчука (им же частично профинансирован сам фильм), а также комментарии журналиста Ли Странахана, расследовавшего российское вмешательство в американские выборы 2016 года и профессора политологии факультета общественных наук Оттавского университета Ивана Качановского, который на момент производства фильма уже пять лет занимается расследованием расстрелов протестующих на Майдане.

## Оценки
Фактчекинговое издание StopFake отмечало что фильм содержит множество основных российских пропагандистских нарративов и фейков. Украинская служба Би-би-си акцентировала что в фильме, в позитивном свете представлен только президент России Владимир Путин и глава пророссийской партии Виктор Медведчук, при этом игнорируется роль России в аннексии Крыма и войны в Донбассе:

Авторы практически не указывают на роль России в этих процессах, в частности в аннексии Крыма. Владимир Путин показан добродушным миротворцем, а сам Медведчук - человеком, который может спасти Украину на нынешних парламентских выборах.— «Украинская служба Би-би-си», 16 июля 2019 года